# Райсигер, Фридрих Август
Фридрих Августа Райсигер (нем. Friedrich August Reißiger; 26 июля 1809 — 2 марта 1883, Фредериксгальд) — германский композитор, органист, капельмейстер. Брат Карла Готлиба Райсигера.

## Биография
Родился 26 июля 1809 года в Виттенберге (или Бельциге) в семье кантора Кристиана Готлиба Райсигера, у которого получил первые уроки игры на фортепиано и скрипке, с юности также заменял отца как органиста. 
С 13 лет, как и старший брат, учился в лейпцигской школе Святого Фомы и пел в местном хоре. Как и брат, учился у Иоганна Готфрида Шихта.
С 1830 года изучал богословие в Берлине, однако брал и частные уроки контрапункта у Зигфрида Дена. С 1834 года состоял членом Берлинского певческого общества. В 1840 году отправился в Христианию (ныне Осло), где за три года до этого открылся театр, устроившись работать в этот театр и в 1843 году став на десять лет его театральным капельмейстером, поставив в общей сложности тридцать три оперы. Одновременно он был органистом в местной католической церкви, руководил городским филармоническим оркестром и частным образом преподавал теорию музыки.
В 1850 году стал главным органистом в церкви Фредериксгальда; здесь было написано большинство его сочинений. Он написал много концертных увертюр, месс, кантат, фантазий на норвежские, шведские и датские мелодии, маршей, полонезов, вальсов; специализировался в основном на песнях и фортепианной музыке, но и писал даже марши и реквиемы. Особенной популярностью пользовался его квинтет для струнных инструментов, сочинённый на норвежские мелодии. Райсигер преимущественно был известен в Норвегии, где он провёл большую часть своей жизни и в 1875 году за заслуги по развитию музыкальной жизни в Норвегии был награждён орденом Св. Олафа.
В числе его учеников Йохан Дидрик Беренс.
Скончался 2 марта 1883 года в Фредериксгальде.